# Szalai Vilmos (rendező)
Szalai Vilmos (Budapest, 1925. július 24. –) magyar rendező, színigazgató.

## Életpályája
1959–1964 között a Színház- és Filmművészeti Főiskola rendező szakos hallgatója volt. 1965–1978 között az Állami Déryné Színház igazgató-rendezője volt, majd 1978–1983 között a székesfehérvári Vörösmarty Színházat vezette.

## Főbb rendezései
- Tóth Miklós: Jegygyűrű a mellényzsebben
- P. Horváth: Bakonyi történet
- Morris: Álom és valóság
- William Shakespeare: Othello
- Rusnak: Rókák, jóéjszakát